# びっくり世界一
『びっくり世界一』（びっくりせかいいち）は、1982年10月11日から1983年2月28日までテレビ東京で放送されていた情報バラエティ番組である。放送時間は毎週月曜 19:00 - 19:30 （日本標準時）。

## 概要
桂文珍と山田邦子が司会を務めていた番組で、毎回世界の変わった事件や人物、面白い風景やスポーツなどを紹介。1982年4月に同時間帯でスタートした『手塚治虫のドン・ドラキュラ』がスポンサーを集められずに1か月で打ち切られた後、5か月間にわたるつなぎ番組を経てこの番組が開始された。